# كييل إيدي
كييل إيدي (بالنرويجية البوكمول: Kjell Eide)‏ هو اقتصادي وسياسي نرويجي، ولد في 15 سبتمبر 1925، وتوفي في 29 أكتوبر 2011. حزبياً، نشط في حزب العمال.